# Thomas Megahy
Thomas Megahy (ur. 16 lipca 1929 w Wishaw, zm. 5 października 2008) – brytyjski polityk, poseł do Parlamentu Europejskiego I, II, III i IV kadencji.

## Życiorys
W wieku 14 lat porzucił szkołę, podjął pracę na kolei. Dzięki wsparciu związków zawodowych studiował w Ruskin College. Był pracownikiem tej uczelni, później także innych szkół wyższych. Długoletni działacz Partii Pracy. W latach 60. i 70. był radnym w samorządach Mirfield i Kirklees.
Od 1979 do 1999 przez cztery kadencje sprawował mandat eurodeputowanego, od 1987 do 1989 pełnił funkcję wiceprzewodniczącego Parlamentu Europejskiego II kadencji.
Thomas Megahy był żonaty, miał trzech synów. W wieku 28 lat zachorował na polio.